# Humbe
Humbe, pseudonimo di Humberto Rodríguez Terrazas (Monterrey, 11 novembre 2000), è un cantante messicano.

## Biografia
Humbe ha cominciato a cantare, comporre musica e suonare il pianoforte a partire dall'età di 9 anni a casa della nonna nello stato di Chihuahua.
Ha iniziato a produrre musica nel 2016, rendendo disponibile l'album in studio di debutto Sonámbulo l'anno seguente. Qualche anno più tardi si è esibito all'evento di Billboard Latin Music Showcase México.
Si è fatto conoscere nel 2021, in seguito alla pubblicazione dei dischi Entropía e Aurora, entrambi sotto la divisione messicana della Sony Music. Il primo di essi, la cui popolarità si è convertita in una nomination per un Latin Grammy e l'MTV Europe Music Award al miglior artista America Latina settentrionale, contiene i brani El poeta, certificato oro dalla Asociación Mexicana de Productores de Fonogramas y Videogramas, e Te conocí en Japón, che si sono classificati rispettivamente in 75ª e 78ª posizione nella graduatoria peruviana della Unión Peruana de Productores Fonográficos.
Sempre nel 2021 ha conseguito l'MTV Millennial Award per l'emergente il Kids' Choice Award México per il miglior nuovo artista.

## Discografia

### Album in studio
- 2017 – Sonámbulo
- 2021 – Entropía
- 2021 – Aurora
- 2023 – Esencia
- 2024 – Armagedón

### Album dal vivo
- 2021 – Entropía Live Sessions

### EP
- 2020 – Soy Humbe

### Singoli
- 2017 – Todo lo que quiero eres tú
- 2018 – Te quiero aquí ya
- 2019 – Toma mi mano
- 2019 – Por favor
- 2019 – Confieso
- 2020 – Ardemos
- 2020 – Una vida, y ya
- 2020 – Arma perfecta
- 2020 – Para olvidarte
- 2020 – Amor a primera
- 2020 – ¿Volver? (con Pllws)
- 2021 – Todo mal (con Leon Leiden)
- 2021 – Adultos
- 2021 – Popular
- 2021 – Yo x3
- 2021 – Cómo respirar???
- 2021 – Quítame las alas
- 2022 – Muchachitos (con Juliana)
- 2023 – SanValentín
- 2023 – Bien hecho
- 2023 – Fantasmas
- 2024 – REM
- 2024 – Bestia (con Bruses)
- 2024 – Malbec (con i Reik)
- 2024 – Ella brilla (con Riza)
- 2024 – Kintsugi